# 普朗特环形山
普朗特环形山（Prandtl）是位于月球背面南半部一座古老的大撞击坑，约形成于39.2-38.5亿年前的酒海纪，其名称取自德国力学家路德维希·普朗特(1875年-1953年)，1970年被国际天文学联合会批准接受。

## 描述
该陨坑坐落在巨大的普朗克环形山东南坑壁上，西侧靠近费希纳环形山、东面毗邻卡耶环形山和更巨大的庞加莱环形山，较小的格罗特里安环形山则位于它的西南。该陨坑中心月面坐标为59°37′S 141°32′E / 59.62°S 141.54°E，直径87.53公里，深度约2.82公里。
普朗特环形山外观轮廓大体圆形，东南偏南侧向处凸出，坑壁虽已磨损，但边沿仍完整、清晰。沿内、外侧坑壁覆盖有数座醒小撞击坑，其中最醒目的的是位于东侧的一对以及一座略微切入进南侧壁，且已磨损的小陨坑。陨坑内侧壁宽窄不等，显示有一些阶地结构残迹。坑壁最大高出周边地形1410米，内部容积约7294公里3。除南部较崎岖外，坑底大部分地区相对平坦，靠西南延伸着一道小弯岭，沿南侧内壁坐落了三座紧挨的小陨坑。

## 另请参阅
- Andersson, L. E.; Whitaker, E. A. . NASA RP-1097. 1982.
- Blue, Jennifer. . USGS. July 25, 2007  [2007-08-05]. （原始内容存档于2020-05-30）.
- Bussey, B.; Spudis, P. . New York: Cambridge University Press. 2004. ISBN 978-0-521-81528-4.
- Cocks, Elijah E.; Cocks, Josiah C. . Tudor Publishers. 1995. ISBN 978-0-936389-27-1.
- McDowell, Jonathan. . Jonathan's Space Report. July 15, 2007  [2007-10-24]. （原始内容存档于2015-01-12）.
- Menzel, D. H.; Minnaert, M.; Levin, B.; Dollfus, A.; Bell, B. . Space Science Reviews. 1971, 12 (2): 136–186. Bibcode:1971SSRv...12..136M. doi:10.1007/BF00171763.
- Moore, Patrick. . Sterling Publishing Co. 2001. ISBN 978-0-304-35469-6.
- Price, Fred W. . Cambridge University Press. 1988. ISBN 978-0-521-33500-3.
- Rükl, Antonín. . Kalmbach Books. 1990. ISBN 978-0-913135-17-4.
- Webb, Rev. T. W.  6th revised. Dover. 1962. ISBN 978-0-486-20917-3.
- Whitaker, Ewen A. . Cambridge University Press. 1999. ISBN 978-0-521-62248-6.
- Wlasuk, Peter T. . Springer. 2000. ISBN 978-1-85233-193-1.